# 花角英世
花角 英世（はなずみ ひでよ、1958年〈昭和33年〉5月22日 - ）は、日本の政治家、元運輸・国交官僚。新潟県知事（公選第21・22代）。無所属。

## 経歴
新潟県佐渡郡金井町（現・佐渡市）出身。幼少期はベトナム戦争の様子をテレビで目の当りにした影響で、当時の夢はジャーナリストだった。父が転勤族だったために小学校を3回転校しており、10歳から新潟市で過ごし、新潟大学教育学部附属新潟中学校、新潟県立新潟高等学校へ進んだ。
新潟県立新潟高等学校卒業後、1977年4月に東京大学法学部第1類（私法コース）に進学。弁護士を目指し、旧司法試験を受験するも不合格となり、東京大学卒業後の1982年4月に運輸省（当時）に入省。1986年国鉄改革実施対策室係長。1987年国鉄改革推進部（後の鉄道局）清算業務指導課専門官。1988年地域交通局総務課補佐官。1990年航空局管制保安部保安企画課補佐官。1991年海上交通局海事産業課補佐官。1994年外務省在イタリア日本国大使館一等書記官。1997年大臣官房文書課企画官（運輸政策局併任）。
1999年から二階俊博運輸大臣秘書官を務め、退任後も個人的に連絡を取り続けるなど知遇を得た。運輸省から国土交通省時代、2000年関東運輸局自動車第一部長、2002年首都圏新都市鉄道株式会社経営企画部長、2004年国土交通省自動車交通局技術安全部管理課長。2006年総合政策局観光事業課長。2008年総合政策局観光政策課長。同年観光庁総務課長。
民主党政権時代は、2009年自動車交通局総務課長、2010年大阪航空局次長、2011年大阪航空局局長。大阪航空局局長時代には関西国際空港と大阪国際空港の経営を一本化した新関西国際空港株式会社の設立に携わった。
2012年国土交通省大臣官房審議官（海事局、港湾局併任）。2013年、泉田裕彦知事の下で新潟県副知事に就任。この時に新潟空港への格安航空会社（LCC）・Peach Aviationの就航に尽力する。
2015年9月11日に副知事を退き、国土交通省海上保安庁次長に就任。2016年10月に新潟県知事に当選した米山隆一が、2018年4月に自身の不祥事により辞職したことに伴い、翌5月に告示された新潟県知事選挙出馬のために5月15日に国土交通省を退官。
知事選では自由民主党及び公明党の支持を受け、また地元自治体の篠田昭新潟市長及び国定勇人三条市長、二階堂馨新発田市長ら17市長が支援団体「新潟の明日を考える会」を設立した。
6月10日に執行された知事選挙に於いて初当選を果たした。同月12日、新潟県選挙管理委員会より当選の告示がなされ、正式に新潟県知事に就任した。
2022年5月29日、任期満了に伴う新潟県知事選挙に出馬。国政与党である自由民主党と公明党に加え、国民民主党や県内最大の労働団体である日本労働組合総連合会新潟県連合会からの支持を受け、新人で日本共産党、社会民主党から推薦を受けた片桐奈保美を破り、再選。

## 人物
- 趣味は町歩き。各種SNSには「返信が面倒」という理由から手を出さないと話している[5]。

## 政策
県の財政が悪化する中、2019年8月20日に行われた県の行財政改革推進会議で、自身の給与とボーナスにあたる期末手当をともに20%削減する方針を示した。副知事や部長級職員の給与削減についても、この会議で示された行財政改革の行動計画の素案に盛り込まれた。同年9月10日に県が示した財政再建案では、事業の見直しなども進め、令和5年度末までに最大で計640億円の支出削減と、少なくとも230億円の基金残高の確保を目指すとしている。